# تلسکوپ جمنای

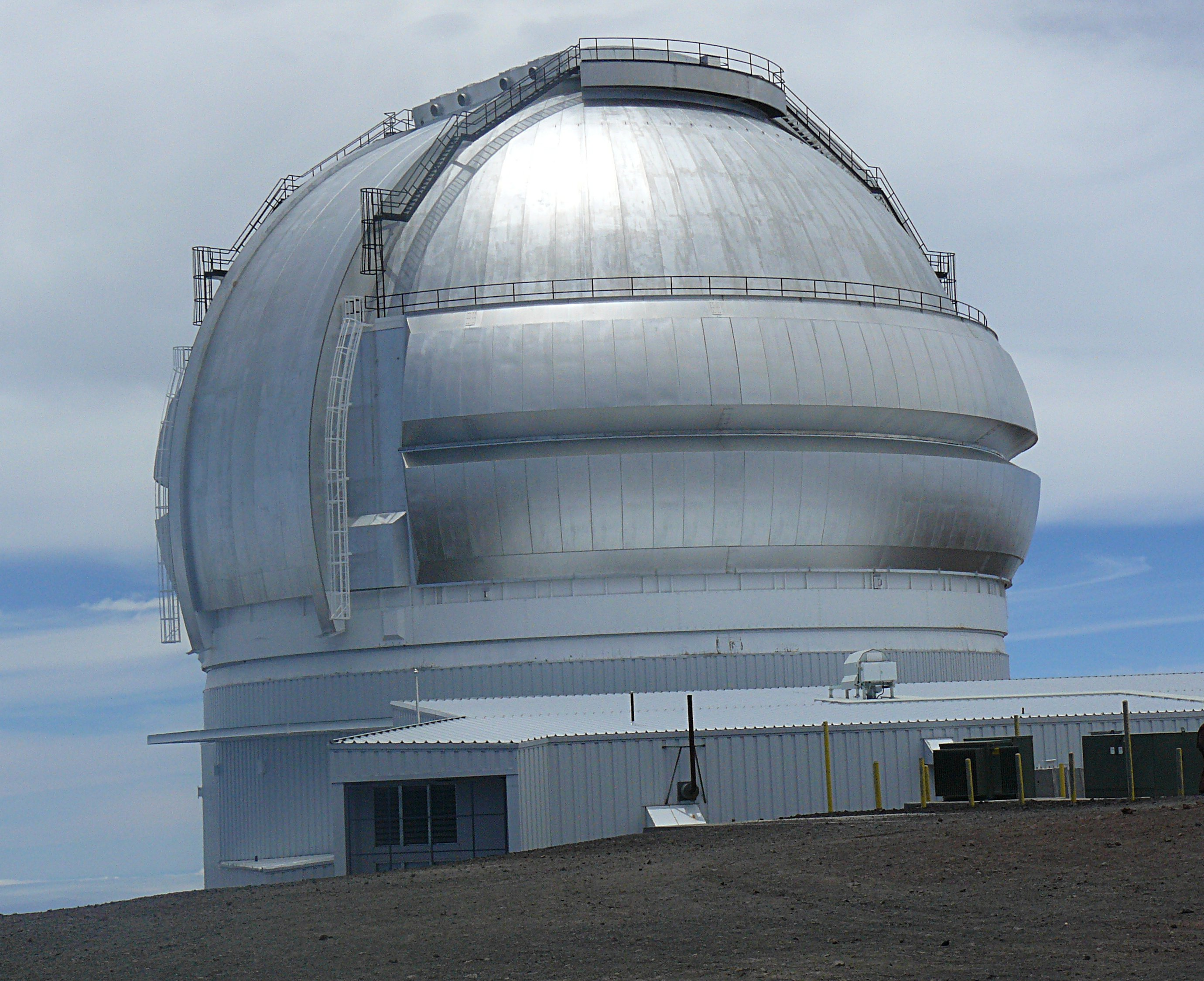
تلسکوپ جمنای-شمالی در رصدخانه مونوکی

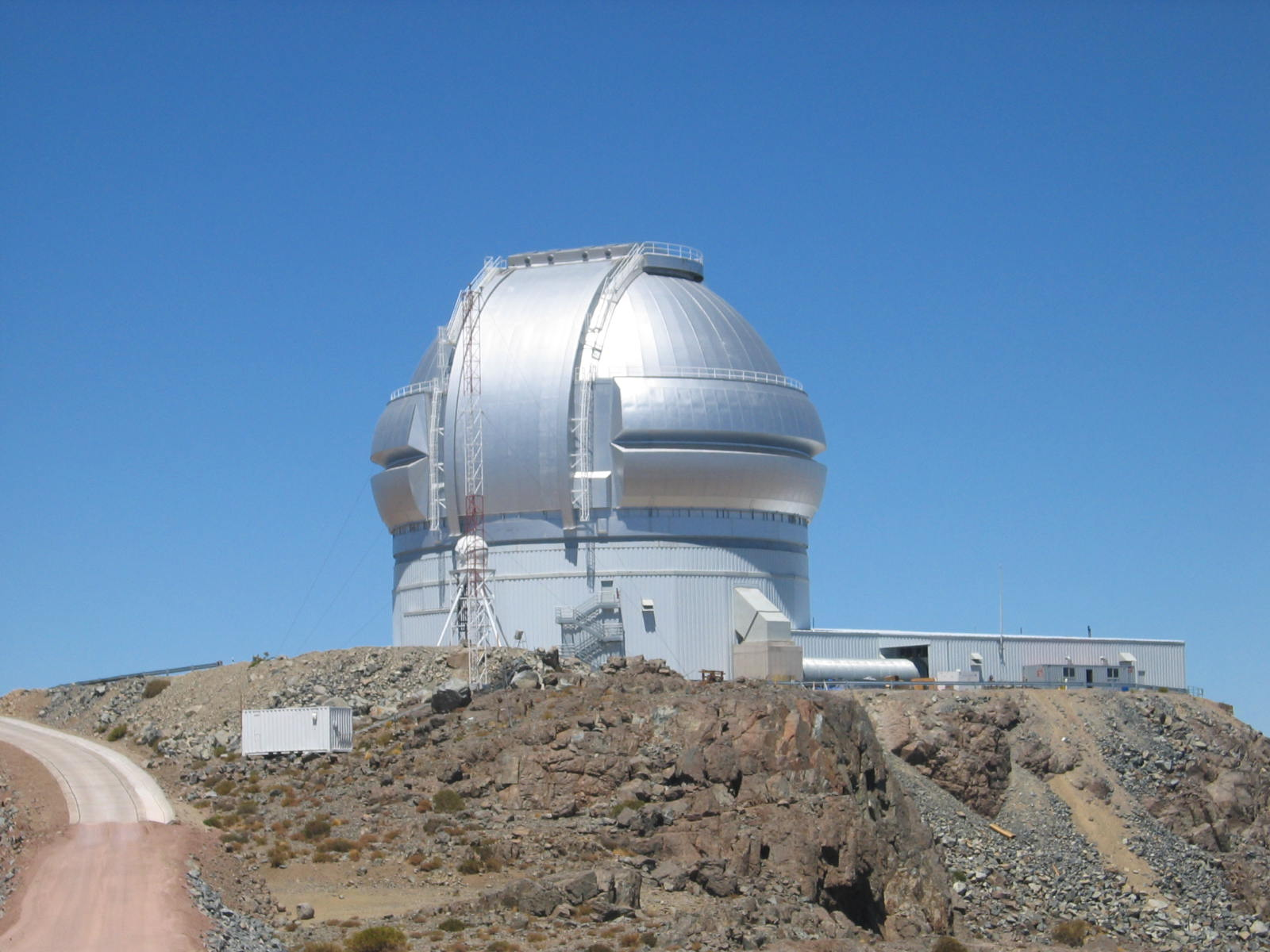
تلسکوپ جمنای-جنوبی در رصدخانهٔ سرو پاچون

تلسکوپ جمنای (به انگلیسی: Gemini Telescope) یک جفت تلسکوپ بزرگ و بین‌المللی است.
این تلسکوپها که متعلق به یک کنسرسیوم بین‌المللی از کشورهای آمریکا، شیلی، استرالیا، کانادا، آرژانتین، و برزیل هست، به‌وسیلهٔ دانشگاه هاوایی در هایلو اداره می‌شوند.
یکی از تلسکوپ‌ها در رصدخانهٔ مونوکی در هاوایی، و دیگری در رصدخانهٔ سرو پاچون در شیلی است. قطر آیینهٔ این تلسکوپ‌های بازتابی ۸٫۱ متر است. این دو تلسکوپ تقریباً کل بخش‌های شمالی و جنوبی آسمان را پوشش می‌دهد. این دو تلسکوپ در حال حاضر جزء بزرگترین و پیشرفته‌ترین تلسکوپ‌های نوری،فروسرخ در جهان هستند.